# 普通狨
普通狨（學名 Callithrix (Callithrix) jacchus），是狨屬的典型物種，屬於新世界猴，主要分佈于巴西東部。
毛色呈灰色。耳邊有一簇白色長髮，所以也叫絨耳狨，前額有白色印記，臉部沒有毛，尾巴為灰白色。成年狨的體長為14-18釐米，體重約為400克。
在白天活動，主要在樹上攀爬和跳躍，有時也出現在平地上。
普通狨以4-15隻組成一群，通常為一個家庭。活動區域在300,000平方米。群體中有嚴格的等級觀念。
普通狨以昆蟲、蜘蛛、小脊椎動物和鳥蛋為食。
普通狨的孕期約為150天，每胎一般產兩仔，最多有產四仔的記錄。幼仔的體重大約是成體的20%-27%，性成熟期為，雄性一年，雌性20-24個月。
平均壽命為10年。

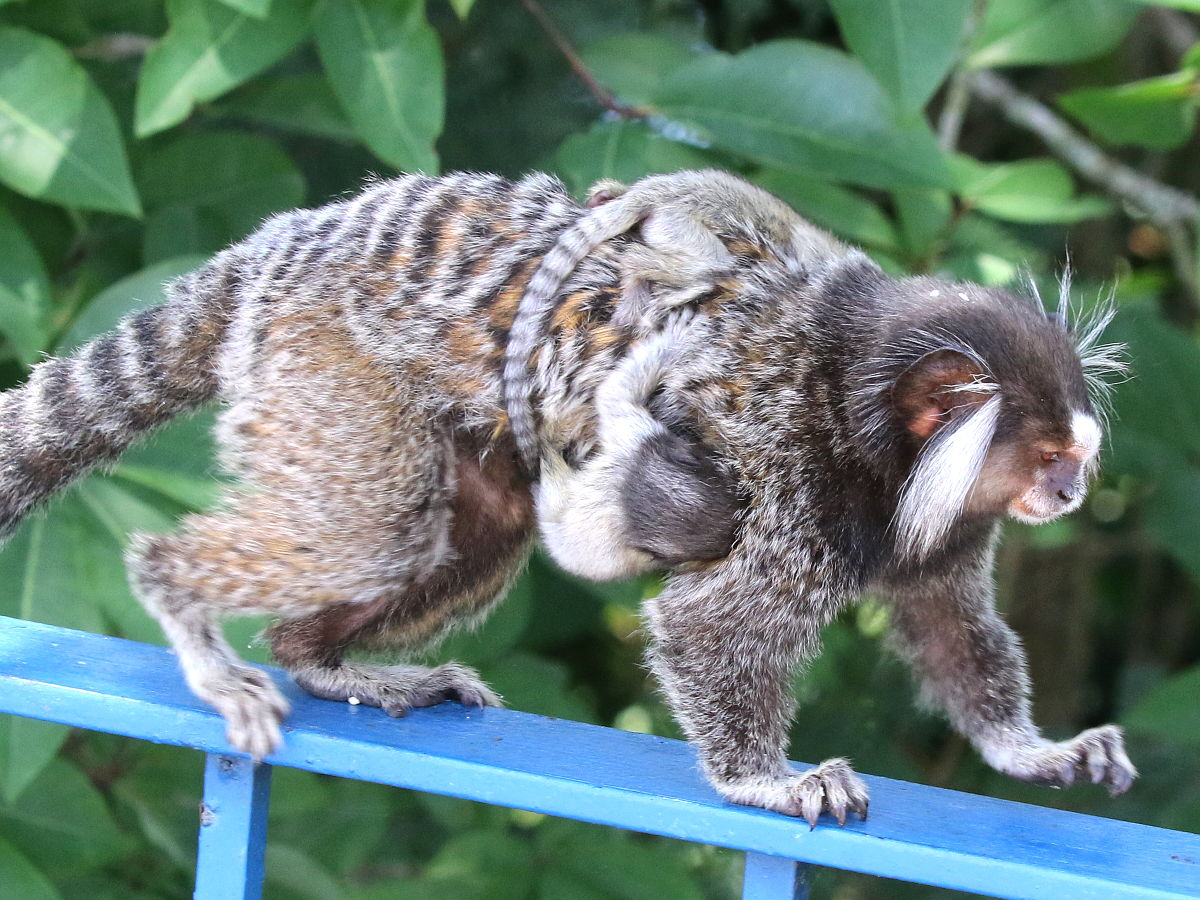
母亲与幼崽 Forte da Ponta da Vigia, 巴西

## 延伸阅读
[在维基数据编辑]
 《欽定古今圖書集成·博物彙編·禽蟲典·狨部》，出自陈梦雷《古今圖書集成》